# Commiphora wightii
Espèce
Classification phylogénétique
Statut de conservation UICN

 CR A2cd : 
En danger critique
Commiphora wightii est un arbre de la famille des Burseraceae. Cette plante est originaire d'Inde et est utilisé dans la médecine ayurvedique. Elle a pour nom vernaculaire gugulon ou Guggulu. Elle est proche de l'arbre à myrrhe.

## Répartition et habitat
Cette espèce est présente au Pakistan et en Inde. Elle vit dans des habitats arides et semi-arides avec des précipitations allant de 327 à 434 mm par an et des températures variant de 4,6 °C en hiver à 45 °C en été.
On la trouve souvent avec les autres espèces d'arbres Acacia nilotica, Acacia senegal, Zizyphus nummu-laria, Euphoriba nivullia, Prosopis juliflora, Capparis decidua, Grewia tenax et Cassia auriculata.
En raison, d'une part de la dégradation de son environnement naturel, d'autre part de sa sur-exploitation non régulée pour la production de sa gomme-résine, la plante est considérée comme en danger critique d'extinction à l'état sauvage depuis au moins 2015.

## Pharmacopée
Les composants de sa gomme sont réputés actifs dans l'ayurveda pour soulager les douleurs rhumatismales, et depuis les années 1960 pour faire baisser les taux excessifs de cholestérols et triglycérides dans le sang. Elle est donc utilisée dans le traitement de l'arthrose.

## Synonymes
L'espèce possède plusieurs noms scientifiques non retenus :
- Balsamodendrum wightii Arn.
- Balsamodendrum mukul Hook. ex Stocks
- Commiphora mukul (Hook. ex Stocks) Engl.